# Molophilus multilobatus
Molophilus multilobatus là một loài ruồi trong họ Limoniidae. Chúng phân bố ở miền Cổ bắc.